# Вилмингтон Ајланд (Џорџија)
Вилмингтон Ајланд (енгл. Wilmington Island) насељено је место без административног статуса у америчкој савезној држави Џорџија.

## Демографија
По попису из 2010. године број становника је 15.138, што је 925 (6,5%) становника више него 2000. године.
| Група             | 2000.          | 2010.          |
| Белци             | 12.969 (91,2%) | 13.477 (89,0%) |
| Афроамериканци    | 559 (3,9%)     | 568 (3,8%)     |
| Азијати           | 357 (2,5%)     | 397 (2,6%)     |
| Хиспаноамериканци | 188 (1,3%)     | 464 (3,1%)     |
| Укупно            | 14.213         | 15.138         |